# Alexandre Brongniart
Alexandre Brongniart (ur. 5 lutego 1770 w Paryżu, zm. 7 października 1847 tamże) – francuski geolog-mineralog, paleontolog, chemik i zoolog.

## Życiorys
Syn architekta Aleksandra Teodora Brongniarta i ojciec botanika Adolfa Brongniarta.
W 1794 uzyskał tytuł inżyniera górnictwa, a w 1806 – doktora nauk. Był wykładowcą Szkoły Górniczej w Paryżu, dyrektorem manufaktury porcelany w Sèvres od 1800 do 1847 i założycielem Muzeum Ceramiki. W 1815 został członkiem francuskiej Akademii Nauk (Instytutu Francji) i kawalerem Legii Honorowej. Od 1822 do 1847 pracował jako profesor w Muzeum Historii Naturalnej w Paryżu.
W zakresie paleontologii jako pierwszy zaczął stosować skamieniałości do określania wieku skał. Był autorem jednych z pierwszych prac o trylobitach. Napisał kilka prac o minerałach i był autorem wielu publikacji o produkcji porcelany. Jako zoolog zajmował się głównie gadami, opracowując ich systematykę.

## Wybrane publikacje Aleksandra Brongniarta
- Essai d’une classification naturelle des reptiles (1800)
- Essai sur la géographie minéralogique des environs de Paris, avec une carte géognostique et des coupes de terrain (1811)
- Traité des arts céramiques (1844)